# Тагада (Тляратинский район)
Тагада — упразднённое село в Тляратинском районе Дагестана. На момент упразднения входило в состав Шидибского сельсовета. Исключено из учётных данных в 1989 г.

## География
Располагалось в 1 км к северо-западу от села Хадаколоб, на левобережном склоне долины реки Сараор.

## История
До вхождения Дагестана в состав Российской империи селение Тагада входило в состав вольного общества Унцух-Тох союза Анкратль. Затем в Тохское сельское общество Анцухо-Капучинского наибства Гунибского округа Дагестанской области. В 1895 году селение состояло из 12 хозяйств. По данным на 1926 год хутор Тогада состоял из 8 хозяйств. В административном отношении входил в состав Шубахского сельсовета Тляратинского района. В 1935 году сельсовет был переименован в Шидибский. В советские годы являлось отделением колхоза имени Чкалова села Шидиб, с 1969 г. отделения совхоза «Анцухский».
Указом ПВС ДАССР от 17.08.1989 г. село Тагада исключено из учёта, как «несуществующее».

## Население
| Год       | 1895 | 1926 | 1939 | 1970     |
| --------- | ---- | ---- | ---- | -------- |
| Население | 61   | 34   | 31   | 50 (101) |

По переписи 1926 года в селе проживало 34 человека (18 мужчин и 16 женщин), из которых: аварцы — 100 %. Кроме того 42 человека числились в отходниках.

### Комментарии
1. ↑  50 наличное население/101 постоянное